# Luxembourgs deputeretkammer
Luxembourgs Deputeretkammer (Luxembourgsk: D'Chamber, Fransk: Chambre des Députés, Tysk: Abgeordnetenkammer) er et etkammersystems parlament og national lovgivende forsamling i Luxembourg. Parlamentet har 60 pladser. Det blev grundlagt i 1848.